# Selección de fútbol de Fernando de Noronha
La Selección de fútbol de Fernando de Noronha es el equipo que representa al Archipiélago de Fernando de Noronha. Fernando de Noronha no está afiliado a la FIFA o a la Conmebol, y por lo tanto no puede competir en los torneos que estos organizan. Sin embargo desde 2012 el equipo es miembro del COSANFF.
El equipo manda sus partidos en el Estadio Campo Pianão

## Historia
Fundado en 2012, el seleccionado de Fernando de Noronha solo jugó su primer (y hasta ahora) partido internacional en 2017, contra la selección de la Comunidad Armenia Argentina, válida por la Copa CSANF (equivalente a la Copa América entre los equipos afiliados a Conmebol), en el que perdieron por el marcador de 10-0. El equipo tuvo que enviar jugadores mayores de 35 años, porque los principales atletas no tenían fondos para pagar el viaje a Argentina para competir en el torneo. Como no está afiliado a FIFA o a la Conmebol, el equipo no puede participar en la Copa Mundial de la FIFA y la Copa América. Fernando de Noronha tampoco tiene permiso para participar en la Copa Mundial ConIFA, ya que la entidad solicita una tarifa de €500 por año (alrededor de R$ 3 mil) para ser miembro de la confederación, pero el archipiélago, debido a la falta de patrocinio, no puede pagar.

## Estadísticas

### Copa CSANF
| Año   | Ronda        | Posición     | PJ           | PG           | PE           | PP           | GF           | GC           |
| ----- | ------------ | ------------ | ------------ | ------------ | ------------ | ------------ | ------------ | ------------ |
| 2011  | No participó | No participó | No participó | No participó | No participó | No participó | No participó | No participó |
| 2014  | No participó | No participó | No participó | No participó | No participó | No participó | No participó | No participó |
| 2017  | Subcampeón   | 2°           | 1            | 0            | 0            | 1            | 0            | 10           |
| Total | 1/3          | 5°           | 1            | 0            | 0            | 1            | 0            | 10           |